# لورپی‌پرازول
لورپی‌پرازول (انگلیسی: Lorpiprazole) (INN) (با نام تجاری Normarex) یک داروی ضد اضطراب از گروه فنیل پیپرازین است. این دارو به عنوان یک آنتاگونیست سروتونین و مهارکننده بازجذب (SARI) در همان گروه ترازودون، نفازودون و اتوپریدون توصیف شده‌است.